# John Seach
John Seach est un astronome amateur australien, volcanologue de profession.
John Seach est également producteur de télévision. Il réside sur l'île Chatsworth, en Nouvelle-Galles du Sud (Australie). Il est membre de l'Association internationale de volcanologie et de chimie de l'intérieur de la Terre. 

## Études
Il a obtenu un baccalauréat ès sciences de l'Université de Sydney et une maîtrise en astronomie de l'Université James-Cook (Australie). 

## Découvertes
Au 20 janvier 2018, Seach avait découvert ou co-découvert onze novae : 
| Nova             | Date de découverte | Codécouvreurs | Notes et références                                               |
| V5585 Sagittarii | 20 janvier 2010    | -             | ,                                                                 |
| V1312 Scorpii    | 1er juin 2011      | -             | ,                                                                 |
| V1313 Scorpii    | 6 septembre 2011   | Yuji Nakamura | ,                                                                 |
| V834 Carinae     | 26 février 2012    | -             | [ 8 ]                                                             |
| V1368 Centauri   | 23 mars 2012       | -             | [ 9 ]                                                             |
| LMC 2012-03a     | 26 mars 2012       | -             | Situé dans le Grand nuage de Magellan. Possible nova récurrente , |
| V1428 Centauri   | 5 avril 2012       | -             | [ 12 ]                                                            |
| V2677 Ophiuchi   | 19 mai 2012        | -             | [ 13 ]                                                            |
| V1369 Centauri   | 2 décembre 2013    | -             | [ 14 ]                                                            |
| V5668 Sagittarii | 15 mars 2015       | -             | [ 15 ]                                                            |
| FM Circini       | 19 janvier 2018    | -             | [ 16 ]                                                            |